# Tenberry Software
Tenberry Software (раніше Rational Systems) — колишня американська компанія з розробки програмного забезпечення, відома розробкою DOS/16M і DOS/4G, які були першими стандартами розширювачів DOS.